# Estercobilina
La estercobilina es un pigmento biliar tetrapirrólico de color marrón cuya fórmula molecular es C33H46N4O6. Esta sustancia procede de la degradación de la bilirrubina en el curso de la digestión intestinal (producto final del catabolismo del hemo). Es la forma oxidada del estercobilinógeno y procede principalmente de la deconjugación y la reducción de la bilirrubina por parte de las bacterias de la flora intestinal. Fue aislada originalmente a partir de heces en 1932.
Esta sustancia es eliminada con las heces y es el producto responsable de la coloración de las mismas.